# Дершен
Дершен (нем. Derschen) — община в Германии, в земле Рейнланд-Пфальц.
Входит в состав района Альтенкирхен-Вестервальд. Подчиняется управлению Даден. Население составляет 1058 человек (на 31 декабря 2010 года). Занимает площадь 7,10 км².